# Europäischer Qualifikationsrahmen
Der Europäische Qualifikationsrahmen für lebenslanges Lernen (EQR) (englisch European Qualifications Framework, EQF) ist eine Initiative der Europäischen Union, die berufliche Qualifikationen und Kompetenzen in Europa vergleichbarer machen soll. Sie wird vom Europäischen Zentrum für die Förderung der Berufsbildung entwickelt und implementiert.
Durch die Definition eines Rasters soll der EQR als „Übersetzungshilfe“ zwischen den Qualifikationssystemen der Mitgliedstaaten dienen, damit Bildungsabschlüsse für Arbeitgeber, Bürger und Einrichtungen vergleichbarer und verständlicher gemacht werden und Arbeitnehmer und Lernende ihre Qualifikationen in anderen Ländern nutzen können. Im April 2008 beschlossen das Europäische Parlament und der Rat die Einrichtung des EQR in Form einer für die Mitgliedstaaten unverbindlichen Empfehlung.

## Vergleichbarkeit
Der EQR definiert eine Reihe von Bildungsniveaus, die das gesamte Spektrum von Bildungsergebnissen abdecken sollen. Jedes Niveau wird durch Deskriptoren beschrieben. Die Deskriptoren beziehen sich auf Kenntnisse, Fertigkeiten und Kompetenzen (KFK). Unter Kenntnissen wird dabei Theorie- und/oder Faktenwissen verstanden. Fertigkeiten können kognitiver Natur (Problemlösefähigkeit, kreatives Denken etc.) oder praktisch sein (z. B. Umgang mit Instrumenten und Materialien). Kompetenz hat im EQR-Kontext die beiden Aspekte „Verantwortung“ und „Selbständigkeit“. Die Beschreibung der geforderten KFK wird mit jedem Niveau anspruchsvoller. Der EQR ist in acht Stufen gegliedert. Diese acht Stufen reichen von grundlegenden allgemeinen Kenntnissen und Fertigkeiten (Stufe 1) bis zur Beherrschung eines hoch spezialisierten Wissensgebiets (Stufe 8). Die drei höchsten Niveaus entsprechen den im Rahmen des Europäischen Hochschulraums im Zuge des Bologna-Prozesses definierten Hochschulabschlüssen wie Bachelor, Master und Promotion. 
Diese wurden im Qualifikationsrahmen für den Europäischen Hochschulraum (QF-EHE) definiert, der seit 1999 entwickelt wird und 2005 angenommen wurde. Im gleichen Jahr begann die Entwicklung des EQR. Der EQR ist  zum Qualifikationsrahmen für Deutsche Hochschulabschlüsse kompatibel.
Sie können jedoch auch für besonders anspruchsvolle berufliche Qualifikationen stehen.
| Level/Niveau EQR | Qualifikationsrahmen für den Europäischen Hochschulraum | Gleichwertig gemäß DQR                                                                             | Kenntnisse | Fertigkeiten | Kompetenzen |
| ---------------- | ------------------------------------------------------- | -------------------------------------------------------------------------------------------------- | --- | --- | --- |
| 1                | nicht anwendbar                                         | Berufsausbildungsvorbereitung                                                                      | Grundlegendes Allgemeinwissen | Grundlegende Fertigkeiten, die zur Ausführung einfacher Aufgaben erforderlich sind | Arbeiten oder Lernen unter direkter Anleitung in einem vorstrukturierten Kontext |
| 2                | nicht anwendbar                                         | Hauptschulabschluss                                                                                | Grundlegendes Faktenwissen in einem Arbeits- oder Lernbereich | Grundlegende kognitive und praktische Fertigkeiten, die zur Nutzung relevanter Informationen erforderlich sind, um Aufgaben auszuführen und Routine-probleme unter Verwendung einfacher Regeln und Werkzeuge zu lösen                                                                     | Arbeiten oder Lernen unter Anleitung mit einem gewissen Maß an Selbständigkeit |
| 3                | nicht anwendbar                                         | Zweijährige Berufsausbildung, Mittlerer Schulabschluss                                             | Kenntnisse von Fakten, Grundsätzen, Verfahren und allgemeinen Begriffen in einem Arbeits- oder Lernbereich | Eine Reihe kognitiver und praktischer Fertigkeiten zur Erledigung von Aufgaben und zur Lösung von Problemen, wobei grundlegende Methoden, Werkzeuge, Materialien und Informationen ausgewählt und angewandt werden                                                                        | Verantwortung für die Erledigung von Arbeits- oder Lernaufgaben übernehmen; Bei der Lösung von Problemen das eigene Verhalten an die jeweiligen Umstände anpassen |
| 4                | nicht anwendbar                                         | Dreijährige Berufsausbildung, Hochschulreife, Fachhochschulreife                                   | Breites Spektrum an Theorie- und Faktenwissen in einem Arbeits- oder Lernbereich | Eine Reihe kognitiver und praktischer Fertigkeiten, die erforderlich sind, um Lösungen für spezielle Probleme in einem Arbeits- oder Lernbereich zu finden | Selbständiges Tätigwerden innerhalb der Handlungsparameter von Arbeits- oder Lernkontexten, die in der Regel bekannt sind, sich jedoch ändern können; Beaufsichtigung der Routinearbeit anderer Personen, wobei eine gewisse Verantwortung für die Bewertung und Verbesserung der Arbeits- oder Lernaktivitäten übernommen wird |
| 5                | Kurzstudienzyklus                                       | Erste berufliche Fortbildungsqualifikation,                                                        | Umfassendes, spezialisiertes Theorie- und Faktenwissen in einem Arbeits- oder Lernbereich sowie Bewusstsein für die Grenzen dieser Kenntnisse | Umfassende kognitive und praktische Fertigkeiten die erforderlich sind, um kreative Lösungen für abstrakte Probleme zu erarbeiten | Leiten und Beaufsichtigen in Arbeits- oder Lernkontexten, in denen nicht vorhersehbare Änderungen auftreten; Überprüfung und Entwicklung der eigenen Leistung und der Leistung anderer Personen |
| 6                | erster Studienzyklus (Bachelor)                         | FH-Diplom, Staatsexamen, Fachwirt, Operativer Professional, Meister, Fachschule, Berufsakademie    | Fortgeschrittene Kenntnisse in einem Arbeits- oder Lernbereich unter Einsatz eines kritischen Verständnisses von Theorien und Grundsätzen | Fortgeschrittene Fertigkeiten, die die Beherrschung des Faches sowie Innovationsfähigkeit erkennen lassen, und zur Lösung komplexer und nicht vorhersehbarer Probleme in einem spezialisierten Arbeits- oder Lernbereich nötig sind.                                                      | Leitung komplexer fachlicher oder beruflicher Tätigkeiten oder Projekte und Übernahme von Entscheidungsverantwortung in nicht vorhersehbaren Arbeits- oder Lernkontexten; Übernahme der Verantwortung für die berufliche Entwicklung von Einzelpersonen und Gruppen.                                                            |
| 7                | zweiter Studienzyklus (Master)                          | Uni-Diplom, Magister, Staatsexamen, Strategischer Professional, Geprüfter Technischer Betriebswirt | Hoch spezialisiertes Wissen, das zum Teil an neueste Erkenntnisse in einem Arbeits- oder Lernbereich anknüpft, als Grundlage für innovative Denkansätze und/oder Forschung; Kritisches Bewusstsein für Wissensfragen in einem Bereich und an der Schnittstelle zwischen verschiedenen Bereichen | Spezialisierte Problemlösungsfertigkeiten im Bereich Forschung und/oder Innovation, um neue Kenntnisse zu gewinnen und neue Verfahren zu entwickeln sowie um Wissen aus verschiedenen Bereichen zu integrieren                                                                            | Leitung und Gestaltung komplexer, unvorhersehbarer Arbeits- oder Lernkontexte, die neue strategische Ansätze erfordern; Übernahme von Verantwortung für Beiträge zum Fachwissen und zur Berufspraxis und/oder für die Überprüfung der strategischen Leitung von Teams                                                           |
| 8                | dritter Studienzyklus (Ph.D.)                           | Promotion zum Dr.                                                                                  | Spitzenkenntnisse in einem Arbeits- oder Lernbereich und an der Schnittstelle zwischen verschiedenen Bereichen | weitest fortgeschrittene und spezialisierte Fertigkeiten und Methoden, einschließlich Synthese und Evaluierung, zur Lösung zentraler Fragestellungen in den Bereichen Forschung und/oder Innovation und zur Erweiterung oder Neudefinition vorhandener Kenntnisse oder beruflicher Praxis | Fachliche Autorität, Innovationsfähigkeit, Selbständigkeit, wissenschaftliche und berufliche Integrität und nachhaltiges Engagement bei der Entwicklung neuer Ideen oder Verfahren in führenden Arbeits- oder Lernkontexten, einschließlich der Forschung                                                                       |

Wie auch im deutschen Qualifikationsrahmen stellt die Promotion das höchste Qualifikationsniveau dar. Weiterführende länderspezifische Qualifikationen, etwa eine Habilitation, welche in Deutschland traditionell als Kompetenz zur „selbständigen Vertretung eines Faches in Forschung und Lehre“ definiert wurde, werden nicht erfasst.

## Lernergebnisse als Basis
Damit der EQR auf unterschiedliche Systeme anwendbar ist, basieren die Qualifikationsniveaus ausschließlich auf Lernergebnissen, also darauf, was ein Lernender weiß, versteht und kann und nicht mehr auf dem Lerninput, der durch die Dauer eines Lernprozesses oder die Art der Bildungseinrichtung bestimmt wird. Die Lernergebnisse sind die im Rahmen eines Bildungsgangs oder auch auf informellem Wege erworbenen Kenntnisse, Fertigkeiten und Fähigkeiten. Ausbildungsdauer, Ausbildungsort (Schule, Betrieb, Hochschule, Bildungseinrichtung) und Ausbildungsform (duale Ausbildung, Lernen am Arbeitsplatz, Studium etc.) spielen keine Rolle. Dadurch ist es möglich, die Lernergebnisse eines jeden Bildungsgangs in neutraler Form zu beschreiben, ohne einen unmittelbaren Vergleich vorzunehmen oder das Bildungs- bzw. Qualifikationssystem eines einzelnen Landes als Referenz heranzuziehen. Der EQR stellt somit einen neutralen Rahmen dar, auf den jede Qualifikation/jeder Bildungsgang in jedem Staat der EU bezogen werden kann. Kein Bildungsbereich (z. B. Allgemeinbildung, Hochschulbildung, Berufliche Bildung; formal, nicht-formal und informell) soll dabei bevorzugt oder diskriminiert werden.

## Nationale Qualifikationsrahmen (NQR)
Der EQR hat die Funktion eines Metarahmens für Nationale Qualifikationsrahmen (NQR), die die Mitgliedstaaten analog zum EQR erstellen können. Auf diese Weise dient der EQR als Tertium Comparationis zwischen verschiedenen NQR.
Der EQR wird in einigen Mitgliedstaaten der EU, darunter auch in Deutschland, teilweise noch kontrovers diskutiert. Vor allem über die Art und Anzahl der Niveaus und die Gliederung der Deskriptoren gibt es Diskussionen. So gibt es zwischen der Hochschulbildung und der Beruflichen Bildung Meinungsunterschiede zur Zuordnung einzelner Qualifikationen. Konsens besteht jedoch dahin gehend, dass es um die Gleichwertigkeit und nicht um die Gleichartigkeit von Abschlüssen geht.
Der EQR ist ein freiwilliges Transparenzinstrument ohne rechtliche Verbindlichkeit und ohne Berechtigung für den Einzelnen. Die Zulassungsregelungen der Ausbildungsstätte und des EU-Mitgliedlandes gelten ebenso weiter wie deren Verfahren zur Anrechnung beruflich erworbener Kompetenzen auf ein Studium.
Der EQR soll durch das noch in der Entwicklung befindliche europäische Leistungspunktesystem für die berufliche Bildung European Credit System for Vocational Education and Training (ECVET) ergänzt werden.

### Deutscher Qualifikationsrahmen (DQR)
Die Entscheidung, einen Deutschen Qualifikationsrahmen zu entwickeln, fiel im Oktober 2006. Am 31. Januar 2012 haben sich die beteiligten Gremien auf eine für die nächsten fünf Jahre geltende Verfahrensweise geeinigt. Im Dezember 2012 wurde der sogenannte „Referenzierungsbericht“, der die Anbindung des DQR an den EQR beschreibt, erklärt und begründet, bei der Europäischen Kommission erfolgreich präsentiert.
Der „Gemeinsame Beschluss der Ständigen Konferenz der Kultusminister der Länder in der Bundesrepublik Deutschland, des Bundesministeriums für Bildung und Forschung, der Wirtschaftsministerkonferenz und des Bundesministeriums für Wirtschaft und Technologie zum Deutschen Qualifikationsrahmen für lebenslanges Lernen (DQR)“ trat zum 1. Mai 2013 in Kraft. Er schaffte die Grundlage dafür, schrittweise ab dem Sommer 2013 erworbene Qualifikationen einem DQR-Niveau zuzuordnen und auf den Qualifikationsbescheinigungen auszuweisen".
Im Rahmen einer Meisterfeier in Dortmund wurden im Februar 2014 erstmals Meisterbriefe mit dem Zuordnungsvermerk zum EQR und DQR vergeben: „Dieser Abschluss ist im Deutschen und Europäischen Qualifikationsrahmen dem Niveau 6 zugeordnet“.

### Schweiz
ergänzt durch den Nationalen Qualifikationsrahmens Berufsbildung (NQR) Schweiz

### Liechtenstein
Auch Liechtenstein hat den EQR in nationale Instrumente (NQFL) umgesetzt.